# La costanza trionfante degl'amori e degl'odii
La costanza trionfante degl'amori e degl'odii (La constanza triunfa sobre los amores y los odios) es un dramma per musica en tres actos con música de Antonio Vivaldi y libreto de Antonio Marchi. Se estrenó el 18 de enero de 1716 en el Teatro San Moisè de Venezia y fue dedicada al marqués Mantinengo.

## Personajes
| Personaje                                        | Tesitura             | Reparto del estreno, 1716 |
| ------------------------------------------------ | -------------------- | ------------------------- |
| Farnace, favorito de Tigrane, amante de Getilde  | contralto (travesti) | Rosa Mignati              |
| Olderico, príncipe de Armenia y amante de Eumena | tenor                | Carlo Antonio Mazza       |
| Getilde, princesa amante de Farnace              | contralto            | Rosa d'Ambreville         |
| Eumena, su hija                                  | contralto            | Chiara Stella Cenacchi    |
| Doriclea, su consorte                            | soprano              | Francesca Miniati         |
| Tigrane, rey de Armenia                          | contralto castrato   | Filippo Piccoli           |
| Artabano, rey de los partos                      | tenor                | Antonio Denzio            |